# Bataille navale de l'île des Serpents (1788)
Ne doit pas être confondu avec Bataille navale de l'île des Serpents (2022).
guerre russo-turque de 1787-1792
Batailles
- Kinburn
- Otchakov
- Île des Serpents (Fidonisi)
- Focșani
- Râmnic
- Kertch
- Tendra
- Izmaïl
- Măcin
- Kaliakra

La bataille de l'île des Serpents ou bataille de Fidonisi est une bataille navale ayant opposé les flottes de l'Empire russe et de l'Empire ottoman le 14 juillet 1788 aux abords de l'île des Serpents (appelée Fidonisi en grec) dans le cadre de la septième guerre russo-turque. 

## Déroulement

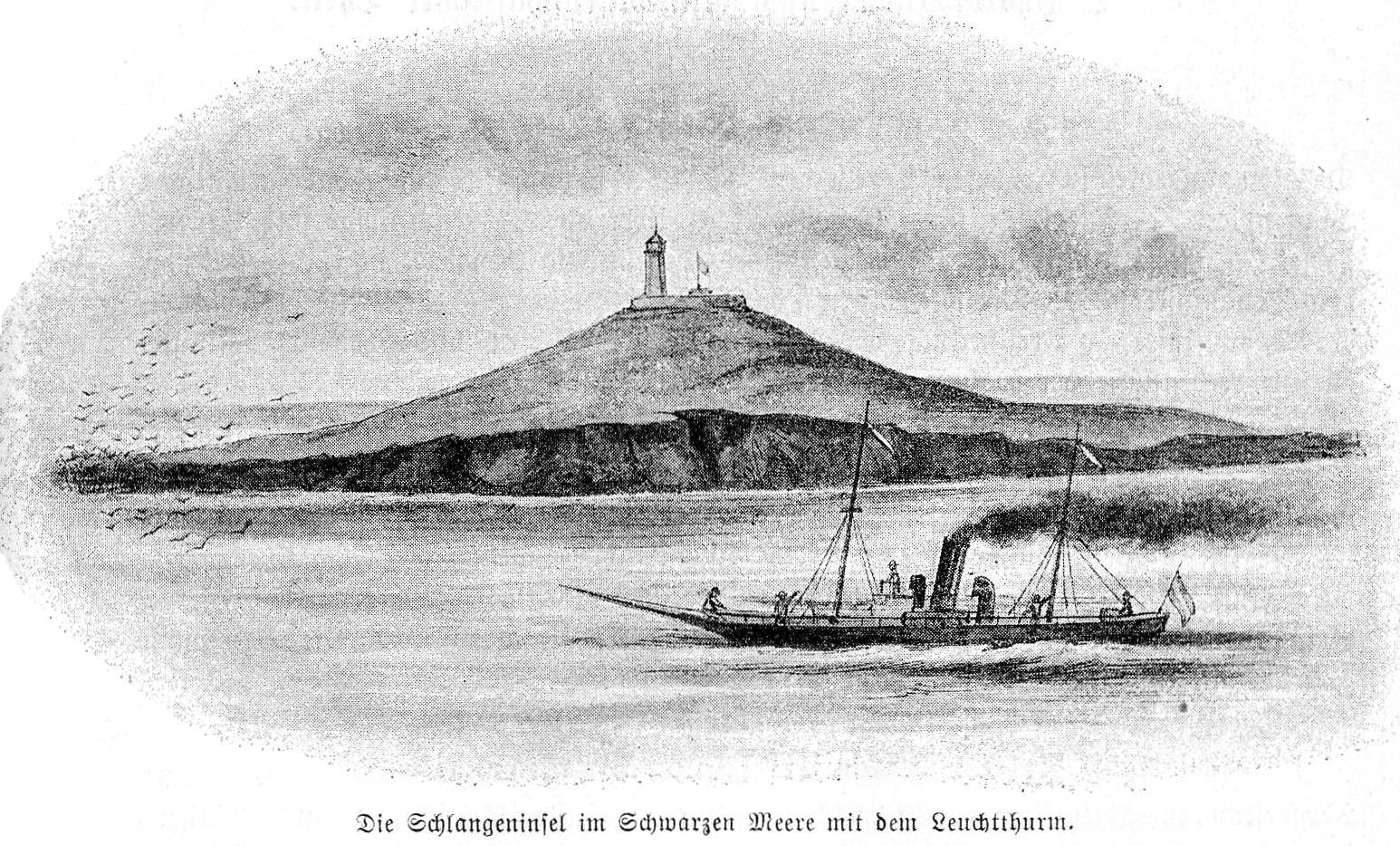
L'île des Serpents au XIXe siècle.

Le 10 juillet, la flotte ottomane commandée par le capitan pacha (grand-amiral) Hassan pacha d'Alger fut aperçue près du cordon littoral du Tender (ou Tendra, au Nord-Ouest de la Crimée) par la flotte russe venant du Sud-Est, qui avait appareillé de Sébastopol sous les ordres de l'amiral Voïnovitch le 29 juin. Après trois jours de manœuvres ralenties par le temps étale (les navires étant encalminés, sauf à l'aube et au crépuscule), les deux flottes se rejoignirent en vue de l'île des Serpents, alors ottomane et connue sous son nom grec originel de Fidonisi, à 25 milles marins à l'est de Sulina et à 100 milles au sud de la flèche de Kınburun.
Le 14 au matin, sous un vent faible, Voïnovitch mit ses navires en ligne au Nord-Est de l'île, puis au Sud-Est lorsque le vent se leva un peu. À 15 h, les Turcs tentèrent une percée de la ligne russe contre les frégates Bérislav et Strela, forcées de quitter l'alignement, en danger d'être coupé jusqu'à ce que l'amiral en second Fiodor Ouchakov arrive pour combler la brèche à bord du Sveti Pavel.
Peu avant 17 h, Hassan pacha lui-même dut quitter la ligne de bataille, son navire étant endommagé, et sa flotte ayant perdu un chebec. La nuit tomba sur cette situation indécise ; le vent aussi. À la suite de cet affrontement, quelques dizaines de marins des deux camps abordèrent à la nage sur l'île, inhabitée et sans eau douce, où un certain nombre moururent de soif avant d'être secourus (et pour certains, faits prisonniers).
Entre le 15 et le 17 juillet, les deux flottes manœuvrèrent, toujours très ralenties, entre l'île et la Crimée ; au 18 juillet, les Russes perdirent les Turcs de vue, Hassan pacha croisant à nouveau en direction d'Otchakov, mais sans attaquer.

## Bâtiments impliqués

### Empire russe (comte Voïnovitch)
- Preobrajénié Gospodine 66
- Sveti Pavel (St-Paul) 66
- Sveti Andréï 50
- Sveti Gueorgui 50
- Legkii 44
- Peroun 44
- Pobeda (Victoire) 44
- Strela 44
- Bérislav 40
- Fanagoria 40
- Kinburun 40
- Taganrog 34
- 24 petites embarcations (ouzies, mahonnes)

### Empire ottoman (Hassan pacha d'Alger)
- 5 vaisseaux de ligne à 80 canons
- 12 autres vaisseaux de ligne
- 8 frégates
- 21 chebecs - 1 coulé
- 3 bombardiers
- Quelques petites embarcations (mahonnes)

## Sources
- Hugh Chisholm, ed.: Encyclopædia Britannica (11e éd., Cambridge University Press 1911)
- (en) R. C. Anderson, Naval wars in the Levant, 1559-1853, Mansfield Centre, Conn, Martino Pub, 2005 (1re éd. 1952), 619 p. (ISBN 978-1-578-98538-8)